# Лосиная долина
Лосиная долина — равнинный ландшафт, пересекаемый реками и каналами на границе между Россией (Калининградская область) и Литвой. Район Эльхниедрунг носил имя этого района до 1945 года.

## География
Лосиная долина ограничена на севере рекой Неман, на западе — Куршским заливом, а на юге — Большим Моховым болотом. Низменность имеет аллювиальное происхождение и поэтому геологически очень молодая. Район малонаселен, более крупными населёнными пунктами являются Славск, Большаково и Ясное.
Ландшафт дельты Немана делится на четыре области:
- Глиняный участок, с прилегающим к нему лесом
- Нарушенный лесной массив, низменная долина
- Куршская коса с лагуной
- Прибрежные районы, прилегающие к Большое Моховое болото

Глубокая впадина перед Куршским заливом известна как лосиный лес. Вплоть до Второй мировой войны лосей можно было встретить в ольховых лесах и болотах.

## Передвижение
Матроссовка проходит через лосиную долину как внутренний водный путь между Преголей и Неманом. Все крупные города соединены просёлочными дорогами, важнейшим видом транспорта являются междугородние автобусы. Железная дорога Калининград — Советск проходит от Калининграда через Полесск и Славск до Советска; С 1902 года до Второй мировой войны здесь была также узкоколейная железная дорога с двумя ветками — Эльхнидерунгсбан.

## История
Заселение началось только в прошлом тысячелетии. Оно возникло с более высоких периферийных территорий и со стороны воды — Куршского залива. Колонизация XVII—XVIII веков шла рука об руку с гидротехническими и мелиоративными мероприятиями. После Второй мировой войны состояние этих дренажных систем ухудшалось. С одной стороны, это было связано с отсутствием опыта и подготовки у новых жителей; с другой стороны, тяжелая сельхозтехника, использовавшаяся в Советском Союзе, часто оказывалась непригодной для найденных здесь почв — многие дренажные трубы были повреждены и вырваны во время вспашки. Поскольку в брежневскую эпоху искали крупный колхоз, целые деревни были снесены с землей, сровняли с землёй и полностью исчезли. Последствиями этого стали миграция из сельской местности и заболачивание земель, осушенных за последние 200 лет на территории нынешнего Славского района.